# Liste der Wappen im Landkreis Meißen
Diese Liste zeigt die Wappen der Gemeinden im Landkreis Meißen in Sachsen.

Wappen des Landkreises Meißen (ab 2009)
Wappen des Landkreises Meißen (1996 bis 2008)
Lage des Landkreises Meißen in Sachsen
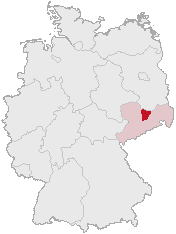
Lage des Landkreises Meißen in Deutschland

## Wappen der Städte und Gemeinden
Folgende Gemeinden führen kein Wappen:
| - Ebersbach - Klipphausen | - Priestewitz - Schönfeld |

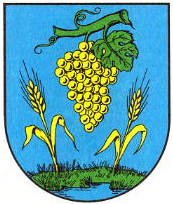
Stadt Coswig
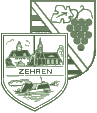
Gemeinde Diera-Zehren
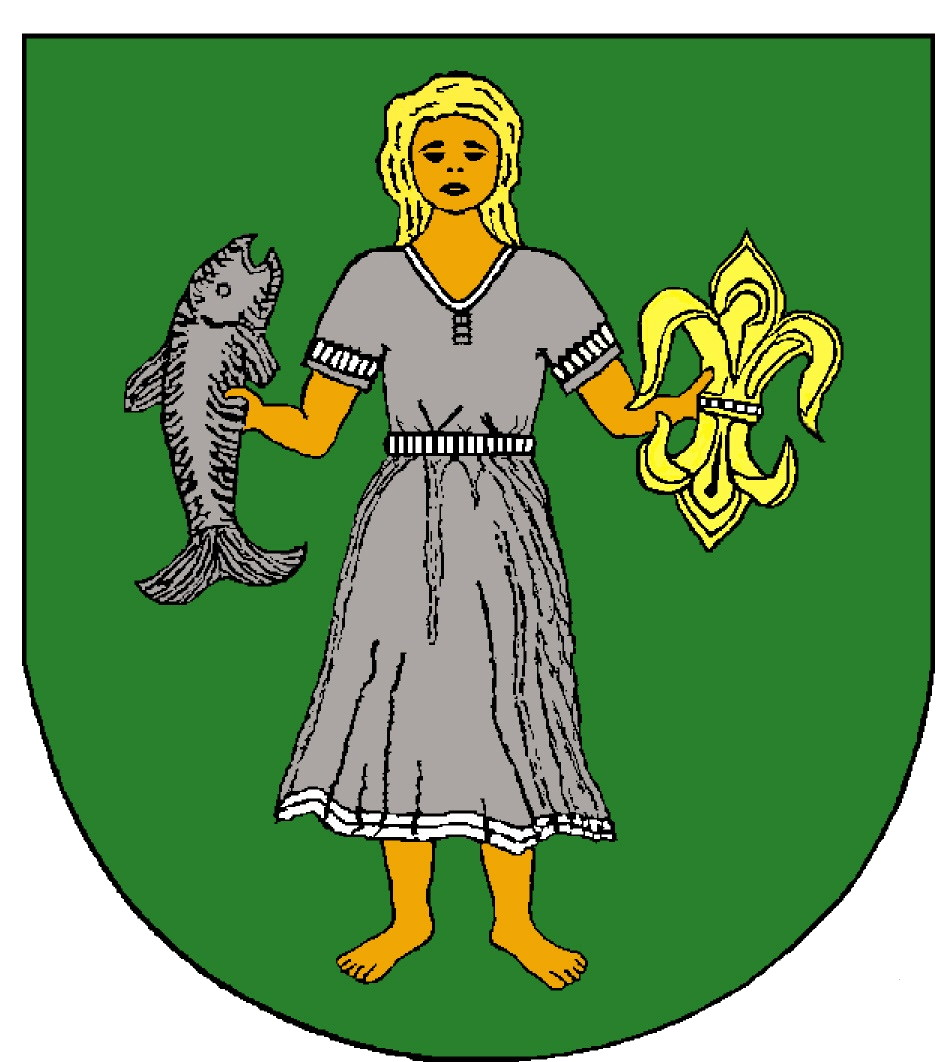
Gemeinde Glaubitz
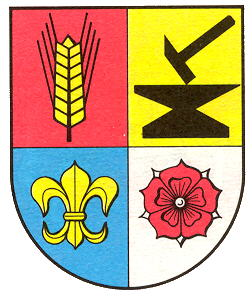
Stadt Gröditz
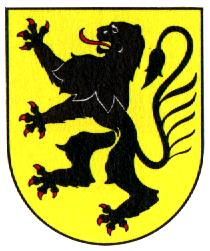
Stadt Großenhain
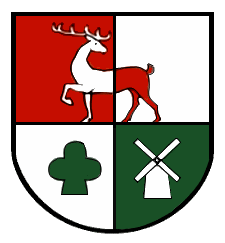
Gemeinde Hirschstein
Gemeinde Käbschütztal
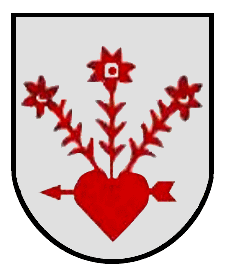
Gemeinde Lampertswalde
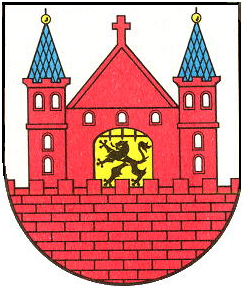
Stadt Lommatzsch
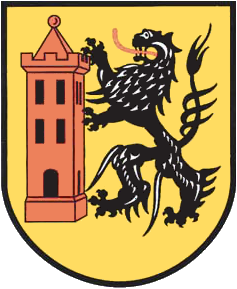
Stadt Meißen
Gemeinde Moritzburg
Gemeinde Niederau
Stadt Nossen
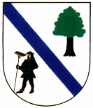
Gemeinde Nünchritz
Stadt Radebeul
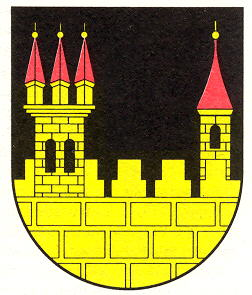
Stadt Radeburg
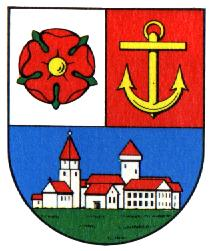
Stadt Riesa
Gemeinde Röderaue
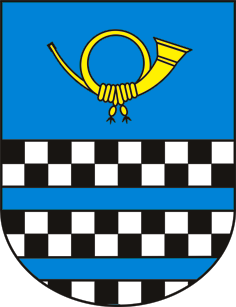
Gemeinde Stauchitz
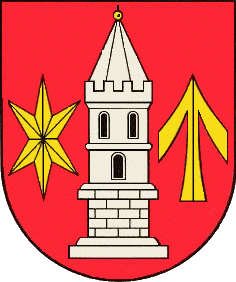
Stadt Strehla
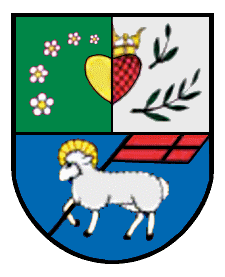
Gemeinde Thiendorf
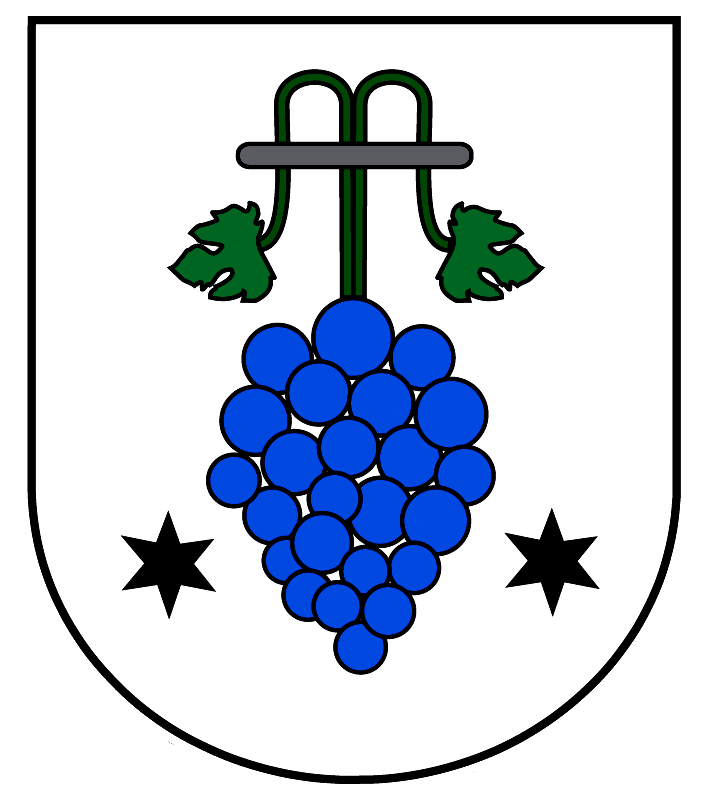
Gemeinde Weinböhla
Gemeinde Wülknitz
Gemeinde Zeithain

## Wappen ehemaliger Landkreise

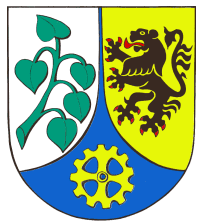
Wappen des Landkreises Riesa-Großenhain

## Wappen von Ortschaften und ehemaligen Gemeinden

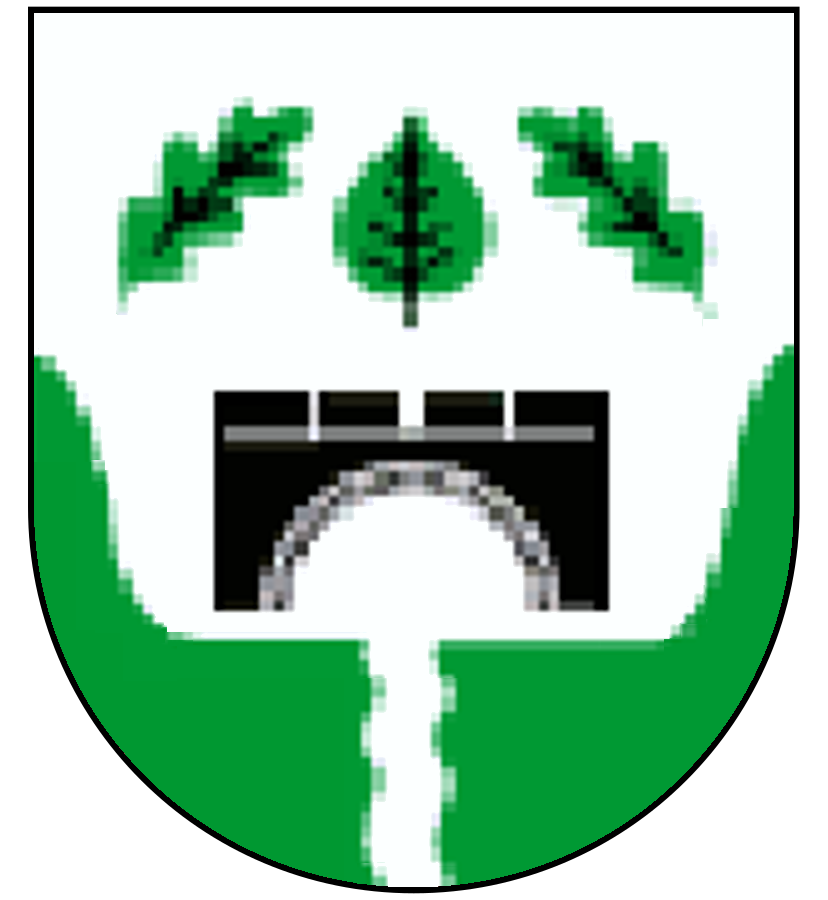
Gemeinde Ketzerbachtal
Stadt Kötzschenbroda
Gemeinde Leuben-Schleinitz
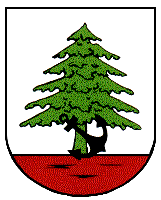
Röderau-Bobersen
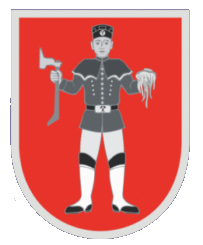
Scharfenberg (Klipphausen)
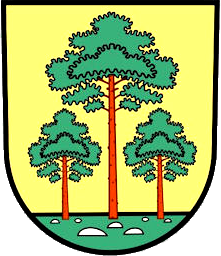
Tauscha
Zabeltitz
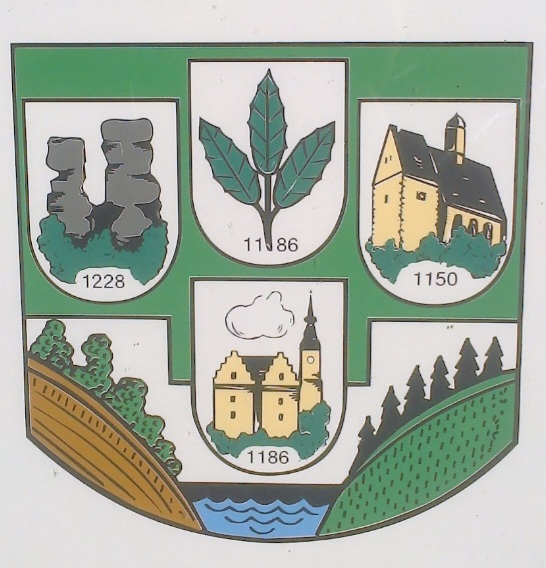
Triebischtal (Klipphausen)
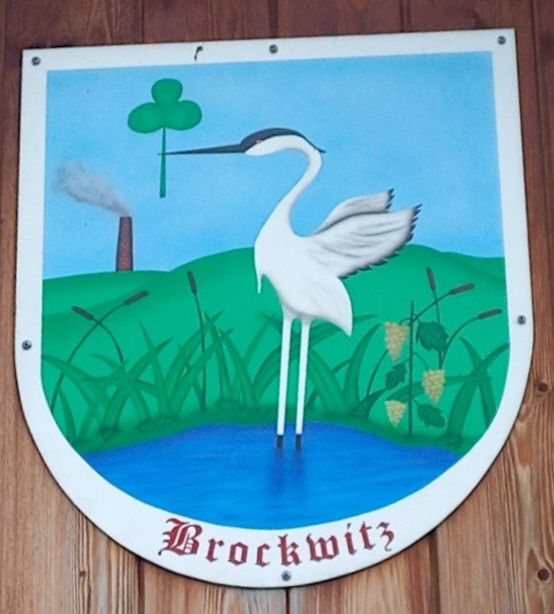
Brockwitz (Coswig)